# Jacob Gustaf Björnståhl
Jacob Gustaf Björnståhl (ursprungligen Ljung), född 28 juni 1773 i Torshälla, Södermanlands län, död 13 januari 1837 i Västerås, Västmanlands län, var en svensk lånebiblioteksinnehavare. Han var systerson till Jacob Jonas Björnståhl.
Björnståhl blev student vid Uppsala universitet 1789. År 1800 öppnade han som student ett lånebibliotek i staden, och innehade redan samma år 600-700 titlar i sitt bibliotek. Då han dock inte lyckades utverka ensamrätt för sin verksamhet i Uppsala, valde han 1801 att överflytta till Gävle. År 1805 bedrev han även verksamhet i Härnösand. 
Affärerna i Norrland gick dock dåligt, och senast 1810 hade han överflyttat till Stockholm. Här utökade han sitt bibliotek till 2000-3000 volymer, och drev även filialer på andra orter, bland annat Arboga, Linköping, Malmö, Norrköping och Södertälje. 1827 flyttade Björståhl till Västerås och överlät 1829 verksamheten i Stockholm på L. A. Ahlberg. Han fortsatte dock sin verksamhet i mindre skala i Västerås.
Björnståhls verksamhet fick en ganska stor betydelse i en tid då böcker var dyra och offentliga bibliotek högst ovanliga. Anders Fryxell har bland annat berättat att det var tack vare böcker i Björnståhls boklåda han kunde skriva kapitlet om Gustav Vasas regering i Berättelser ur svenska historien.